# 宝塚歌劇団46期生
宝塚歌劇団46期生（たからづかかげきだん46きせい）とは、1958年（昭和33年）に宝塚音楽学校に入学し、1960年（昭和35年）に卒業。同年、宝塚歌劇団に入団し、『春の踊り<日本の恋の物語>』『ビバ・ピノキオ』で初舞台を踏んだ59人を指す。

## 概要
この期には女優の上月晃（元星組トップスター）、古城都（元月組トップスター）、山吹まゆみ、東京宝塚劇場支配人の甲にしき（元花組トップスター）らが入団。

## 一覧
| 芸名         | 読み仮名        | 誕生日   | 出身地                       | 出身校                       | 芸名の由来                  | 愛称                    | 役柄   | 退団年 | 備考                                                      |
| ------------ | --------------- | -------- | ---------------------------- | ---------------------------- | --------------------------- | ----------------------- | ------ | ------ | --------------------------------------------------------- |
| 秋乃木実     | あきの このみ   | 4月8日   | 東京都                       | 東京女学館高等部             | 高橋掬太郎が命名            | ノリちゃん おねえちゃん |        | 1968年 |                                                           |
| 麻城那美     | あさき なみ     | 7月28日  | 東京都                       | 昭和女子大学附属高等学校     | 両親が命名                  | イチコ                  |        | 1963年 |                                                           |
| 東やよい     | あずま やよい   |          |                              |                              |                             |                         |        | 1960年 |                                                           |
| 泉枝里       | いずみ えり     | 2月5日   | 京都府                       | 精華学園                     | 謡曲の文                    | おたけ じゅんちゃん     |        | 1964年 |                                                           |
| 伊吹直子     | いぶき なおこ   | 7月1日   | 兵庫県神戸市                 | 安富中学校                   | 御山桜が命名                | フウちゃん              |        | 1966年 |                                                           |
| 岩鈴国子     | いわすず くにこ | 5月10日  | 東京都                       | 松溪中学校                   | 父親が命名                  | リイコ                  |        | 1965年 |                                                           |
| 歌路聖子     | うたじ しょうこ | 10月25日 | 広島県呉市                   | 広島幟町中学校               | 尊師が命名                  | チョコちゃん            |        | 1967年 |                                                           |
| 大江幾乃     | おおえ いくの   | 4月26日  | 京都府                       | 宮津高等学校                 | 百人一首                    | ターミ                  |        | 1964年 |                                                           |
| 扇まり       | おおぎ まり     | 4月3日   | 和歌山県和歌山市             | 光華女子高等学校             | 母親が命名                  | きよちゃん てんこ       |        | 1964年 |                                                           |
| 小倉もみぢ   | おぐら もみじ   | 12月7日  | 大阪府大阪市                 | 帝塚山学院                   | 百人一首                    | ヤッコ ヤッちゃん       |        | 1970年 |                                                           |
| 甲斐千鶴     | かい ちづる     | 11月15日 | 福島県会津若松市             | 会津女子高等学校             | 菊田一夫が命名              | キエさん                |        | 1961年 | 娘は甲斐千ひろ                                            |
| 勝陽子       | かつ ようこ     | 1月12日  | 兵庫県神戸市                 | 親和学園中等部               | 白井鐵造が命名              | ヨーコちゃん            |        | 1973年 |                                                           |
| 加土まち子   | かど まちこ     | 9月7日   | 広島県広島市                 | 皆実高等学校                 | 本名                        | マコ                    |        | 1962年 |                                                           |
| 可奈潤子     | かな じゅんこ   | 11月28日 | 兵庫県伊丹市                 | 親和学園                     | 家族で考案                  | ミヨちゃん              |        | 1969年 | 叔父は宝塚歌劇団演出家・鴨川清作                          |
| 菊かほり     | きく かおり     | 9月13日  | 東京都                       | 明星学園女子部               | 生月に因み 白井鐵造が命名   | メコちゃん              |        | 1967年 |                                                           |
| 霧立みつる   | きりたち みつる | 8月25日  | 東京都                       | 東洋英和女学院               | 母の芸名                    | ハミー ハルミちゃん     | 男役   | 1963年 | 俳優・霧立はるみ 母は霧立のぼる 父は佐伯秀男              |
| 久邇みずほ   | くに みずほ     | 12月6日  | 大阪府大阪市                 | 梅花学園                     | 万葉集                      | チカちゃん チータン     |        | 1971年 |                                                           |
| 呉竹さゆき   | くれたけ さゆき | 10月1日  | 東京都                       | 梅花学園高等部               |                             | ヨコちゃん ヒロちゃん   |        | 1963年 |                                                           |
| 甲にしき     | こう にしき     | 7月8日   | 兵庫県神戸市                 | 親和学園                     | 本名                        | コーちゃん              | 男役   | 1974年 | 夫は俳優の萬屋錦之介 東京宝塚劇場支配人                   |
| 上月晃       | こうづき のぼる | 4月6日   | 熊本県山鹿市                 | 山鹿高等学校                 |                             | ゴンちゃん              | 男役   | 1970年 |                                                           |
| 古城都       | こしろ みやこ   | 5月30日  | 京都府京都市                 | 宝塚中学校                   | 古城は何となく、 都は本名   | ミヤコ                  | 男役   | 1973年 | 夫は俳優の本郷功次郎 宝塚音楽学校受験サポートスタジオ主宰 |
| 古代夢子     | こだい ゆめこ   | 1月6日   | 大阪府大阪市                 | 大阪桜塚高等学校             | 家族で考案                  | ミホ チャコ             |        | 1964年 | 母は千尋珊瑚                                              |
| 寿美香       | ことぶき みか   | 3月8日   | 大阪府大阪市                 | 四天王寺高等学校             | 本名                        | ホッさん                |        | 1968年 |                                                           |
| 里阿佐子     | さと あさこ     | 1月13日  | 東京都                       | 立教女学院                   | 出身地                      | ネコちゃん              | 1962年 |        |                                                           |
| 早蕨萌子     | さわらび もえこ | 1月3日   | 東京都                       | 十文字学園                   |                             | ターコ                  |        | 1965年 |                                                           |
| 白川景子     | しらかわ けいこ | 6月1日   | 京都府京都市                 | 京都紫野高等学校             | 出生地より 尊師が命名       | ミケちゃん ケエちゃん   |        | 1967年 |                                                           |
| 篁公子       | たかむら きみこ | 4月21日  | 群馬県前橋市                 | 群馬大学附属中学校           |                             | ハムちゃん              |        | 1961年 |                                                           |
| 多伎川ひかる | たきがわ ひかる | 10月30日 | 東京都                       | 東京文化学園                 | 両親が考案                  | チョコ                  |        | 1963年 | 改名後・多岐川ひかる（たきがわ ひかる）                   |
| 玉梓瑠美     | たまずさ るみ   | 12月19日 | 東京都                       | 白百合学園                   | 家族で考案                  |                         |        | 1969年 | 妹は玉梓真紀                                              |
| 司このみ     | つかさ このみ   | 3月3日   | 兵庫県西宮市                 | 芦屋女子中学校               | 家族で考案                  | タカちゃん              |        | 1973年 | 宝塚歌劇団振付師 モダンジャズ講師                         |
| 栃久美子     | とち くみこ     | 6月20日  | 東京都                       | 神戸住吉中学校               | 本籍地                      | カッコ                  |        | 1962年 |                                                           |
| 巴里         | ともえ さと     | 10月14日 | 東京都                       | 跡見学園                     | 父親が命名                  | ハマキョウ              |        | 1964年 |                                                           |
| 南里美花     | なんり みか     | 3月24日  | 大阪府                       | 相愛学園                     |                             | オトヨ                  |        | 1961年 |                                                           |
| 花登章       | はなと あきら   | 1月4日   | 広島県呉市                   | 広島県呉市立中央中学校       |                             | ミッちゃん              |        | 1966年 |                                                           |
| 浜佐希子     | はま さきこ     | 2月6日   | 東京都                       | 芦屋女子学園                 | 本名                        | サエコちゃん            |        | 1962年 |                                                           |
| 雛とも子     | ひいな ともこ   | 9月4日   | 神奈川県鎌倉市               | 宝塚第一中学校               | 俳句の季題 本名             | トコ                    |        | 1970年 |                                                           |
| 左近子       | ひだり ちかこ   | 12月23日 | 大阪府大阪市                 | 樟蔭高等学校                 | 父親が命名                  | ヨシコちゃん ヨーちゃん |        | 1963年 |                                                           |
| 檜まさる     | ひのき まさる   | 8月30日  | 大阪府大阪市                 | 大阪市立東高等学校           |                             | エーちゃん ダイちゃん   |        | 1973年 |                                                           |
| 藤きみの     | ふじ きみの     | 10月15日 | 香川県善通寺市               | 丸亀藤井高等学園             | 母校名に因む                | きみの                  |        | 1973年 |                                                           |
| 藤村八重子   | ふじむら やえこ | 8月2日   | 京都府京都市                 | ノートルダム女学院           | 伯父が命名                  | ボーヤ クミちゃん       |        | 1965年 |                                                           |
| 牧美佐緒     | まき みさお     | 10月5日  | 大阪府大阪市                 | 北稜中学校                   |                             | コンちゃん              |        | 1972年 |                                                           |
| 真珠ひとみ   | まだま ひとみ   | 7月4日   | 東京都                       | お茶の水女子大学附属高等学校 | 家族で考案                  | フッコ フキちゃん       |        | 1963年 |                                                           |
| 松蔭ゆりか   | まつかげ ゆりか | 12月11日 | 兵庫県神戸市                 | 成徳学園高等学校             | 尾上松緑が命名              | シバッちん              |        | 1974年 |                                                           |
| 摩耶夏巳     | まや なつみ     | 6月4日   | 兵庫県神戸市                 | 神戸山手学園                 | 出生地に因む                | ピンコ                  |        | 1963年 |                                                           |
| 丸山みどり   | まるやま みどり | 1月8日   | 兵庫県神戸市                 | 神戸丸山中学校               | 出身地に因む                | チーちゃん              |        | 1973年 |                                                           |
| 美国亜耶     | みくに あや     | 11月15日 | アメリカ合衆国ニューヨーク州 | 東京女学館                   | 出生地に因む                | ミミ                    |        | 1974年 |                                                           |
| 水郷翠       | みずさと みどり | 1月2日   | 東京都                       | 山脇学園                     | 母の故郷の地名              | ノコ                    |        | 1964年 |                                                           |
| 美高悠子     | みたか ゆうこ   | 2月14日  | 京都府京都市                 | 同志社女子中学校             | 姉の芸名                    | ケイちゃん              |        | 1974年 | 姉は美高秀子                                              |
| 美珠光重     | みたま みつえ   | 3月5日   | 東京都                       | 森村学園                     |                             | ヨッちゃま              |        | 1962年 |                                                           |
| 峯ゆかり     | みね ゆかり     | 8月16日  | 神奈川県横浜市               | 神戸湊川高等学校             |                             | モグ                    |        | 1966年 | 妹は野間麗子                                              |
| 美浜かほる   | みはま かおる   | 8月11日  | 中華人民共和国上海市         | 西宮高等学校                 | 父親が命名                  | ミッコ                  |        | 1965年 |                                                           |
| 御室季美     | みむろ としみ   | 6月16日  | 京都府京都市                 | 光華女子学園                 | 京都御室の 四季の美しさ     | カリちゃん              |        | 1970年 |                                                           |
| 八重晴美     | やえ はるみ     | 1月7日   | 大阪府大阪市                 | 大谷学園                     |                             | スピッツ                |        | 1971年 | 改名後・八重はるみ （やえ はるみ）                        |
| 杜千代       | やしろ ちよ     | 2月1日   | 長野県諏訪市                 | 諏訪二葉高等学校             | 阿木翁助が命名              | アーちゃん              |        | 1964年 |                                                           |
| 大和瑞穂     | やまと みずほ   | 11月21日 | 京都府京都市                 | 京都女子学園                 | 歌舞伎の家系・ 大和家に因む | エマッちゃん            |        | 1962年 | 妹は久松千之                                              |
| 山吹まゆみ   | やまぶき まゆみ | 1月29日  | 東京都                       | 大阪女学院高等部             | 父親が命名                  | カラメちゃん            |        | 1964年 | 俳優                                                      |
| 由良渡       | ゆら わたる     | 1月31日  | 高知県                       | 窪川中学校                   | 初代・尾上さくらが命名      | のりちゃん サッチン     |        | 1961年 |                                                           |
| 与謝野宏子   | よさの ひろこ   | 11月25日 | 京都府与謝野町               | 神戸山手女子学園             | 出身地に因む                | ホソちゃん              |        | 1966年 | 改名後・与謝野ひろみ （よさの ひろみ）                    |
| 吉野桜子     | よしの さくらこ | 5月16日  | 徳島県徳島市                 | 城東高等学校                 | 尊師が命名                  | アイちゃん              |        | 1963年 | 妹は那賀みつる                                            |